# Zodarion alacre
Zodarion alacre är en spindelart som först beskrevs av Simon 1870.  Zodarion alacre ingår i släktet Zodarion och familjen Zodariidae. Inga underarter finns listade i Catalogue of Life.